# Banco Central de Yemen
El Banco Central de Yemen es el banco central de Yemen.
El Banco está comprometido en desarrollar políticas para promover la inclusión financiera y es miembro de la Alianza para la Inclusión Financiera.
El Banco Central de Yemen del Norte se estableció en 1971 y el Banco Central de Yemen del Sur en 1972. Cuando los sectores norte y sur de Yemen se reunificaron el 22 de mayo de 1990, el Banco Central de Yemen (del norte) se fusionó con el Banco de Yemen (del sur) bajo el nombre original de "Banco Central de Yemen".